# Laura Dianti
Laura Dianti  également connue sous le pseudonyme de « Eustochia  », née à  Ferrare au début du XVIe siècle et morte dans cette même ville le 25 juin 1573 est l'amante et probablement aussi la troisième femme de Alphonse Ier d'Este, duc de Ferrare, après la mort de son épouse Lucrezia Borgia. 

## Biographie
Après la mort de la duchesse Lucrèce Borgia, avenue en 1519, Laura Dianti devient l'amante du duc Alphonse Ier d'Este (1476-1534). La relation débuta probablement avant le 4 octobre 1524, date de la donation à son profit de diverses terres du duché et le duc lui fit construire un palais dénomme  «palazzina della Rosa». Ils eurent deux fils, Alphonse (1527-1587) et Alfonsino (1530-1547), légitimés par leur père deux mois avant sa mort dans un testament rédigé en août 1533. Laura Dianti épousa le duc Alphonse peu avant la mort de ce dernier en 1534.